# Arsina
L'arsina o idruro di arsenico (AsH3) è un gas infiammabile e altamente tossico composto d'arsenico ed idrogeno. 
Industrialmente l'arsina o idruro arsenioso viene utilizzata come agente per la deposizione di arsenico nella preparazione di semiconduttori, tuttavia questa sostanza è stata anche valutata come arma chimica sin da prima della seconda guerra mondiale, essendo incolore, praticamente inodore, più densa dell'aria di circa 2,5 volte e letale a concentrazioni inferiori a quelle richieste per percepirne il sottile odore, simile a quello dell'aglio. Essa tuttavia non è stata mai ufficialmente utilizzata sul campo, apparentemente a causa della sua minore efficacia rispetto al fosgene e delle difficoltà nella manipolazione dovute all'infiammabilità dell'arsina o idruro arsenioso.
Al contrario, sostanze organiche basate sull'arsina o idruro arsenioso come la lewisite (β-clorovinildicloroarsina), l'adamsite (difenilaminoarsina), Clark I (difenilcloroarsina) e Clark II (difenilcianoarsina) sono state sviluppate ed effettivamente utilizzate come armi chimiche.
L'arsina o idruro arsenioso è inoltre ben nota nel campo della scienza forense, in quanto la sua formazione e successiva decomposizione sono alla base del test di Marsh, una procedura ormai antiquata, ma molto sensibile, utilizzata per individuare la presenza di arsenico nelle vittime di sospetto avvelenamento. Sebbene il test di Marsh sia stato largamente utilizzato verso la fine del diciannovesimo secolo e l'inizio del ventesimo, oggigiorno analisi più evolute basate sull'attivazione neutronica lo hanno sostituito nelle analisi forensi.

## Tossicologia
La tossicità dell'arsina o idruro arsenioso differisce da quella degli altri composti a base di arsenico. La principale via di esposizione a questa sostanza è quella inalatoria, sebbene siano stati descritti casi di avvelenamento per contatto con la pelle. L'arsina tende a legarsi in modo stabile all'emoglobina dei globuli rossi, causando quindi un'accelerazione nella distruzione (emolisi) di queste cellule.
I primi segni di un'esposizione possono avere luogo anche a diverse ore dal momento dell'esposizione e includono: mal di testa, vertigini e nausea, seguite dai sintomi di un'anemia emolitica come elevati livelli di bilirubina non-coniugata, emoglobinuria e nefropatia. Nei casi più gravi i danni ai reni possono anche essere permanenti.
L'esposizione a concentrazioni di arsina o idruro arsenioso di 250 ppm è rapidamente fatale, così come circa 30 minuti a concentrazioni di 25-30 ppm o tempi più prolungati con concentrazioni di circa 10 ppm. I sintomi dell'avvelenamento possono diventare apparenti dopo un'esposizione a concentrazioni di 0,5 ppm. Sebbene dati sulla tossicità cronica dell'arsina o idruro arsenioso non siano disponibili, è presumibile che un'esposizione a lungo termine possa causare arsenicosi, così come gli altri composti dell'arsenico.